# 第二産業道路

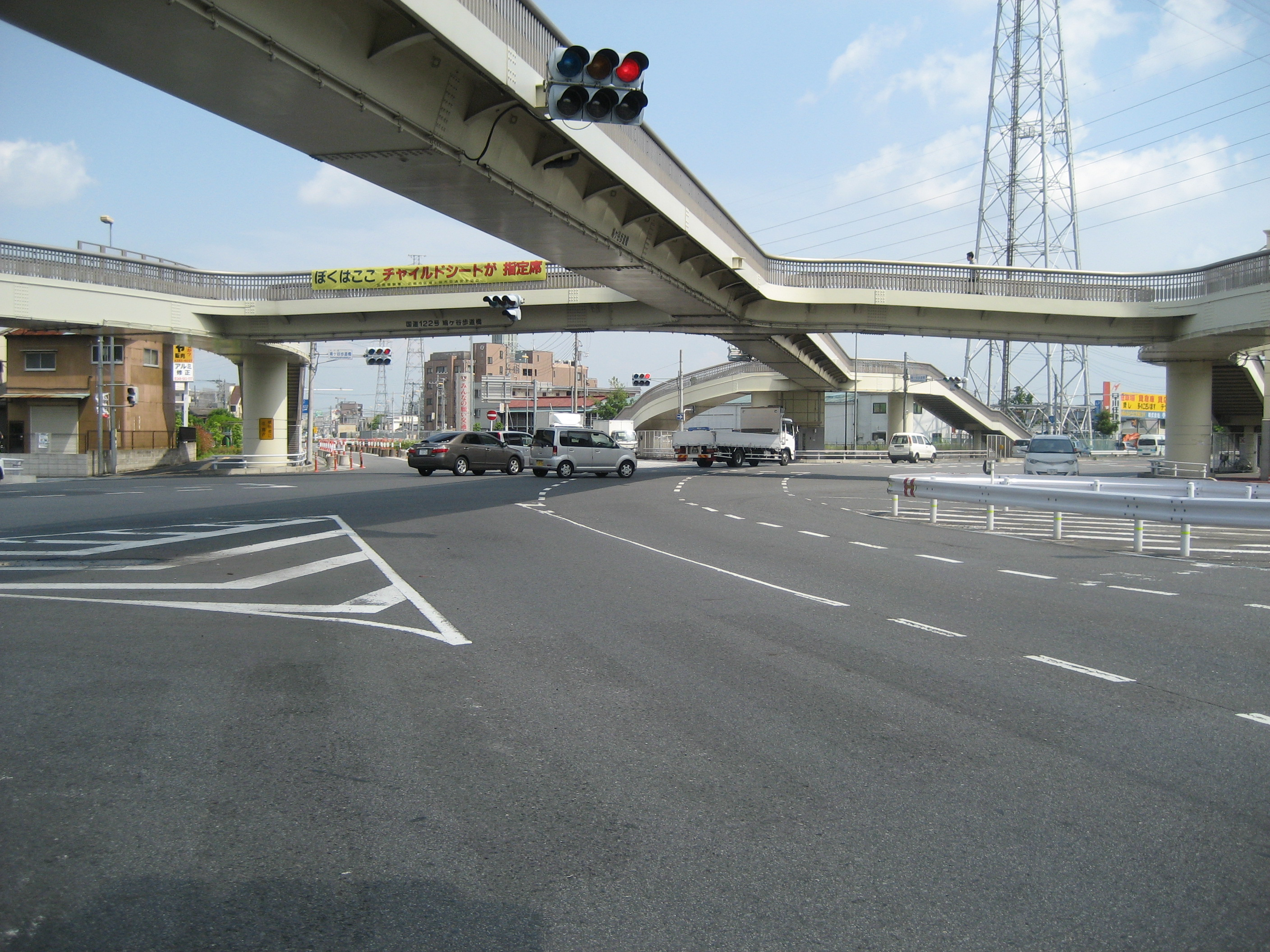
国道122号と交差する鳩ヶ谷歩道橋交差点

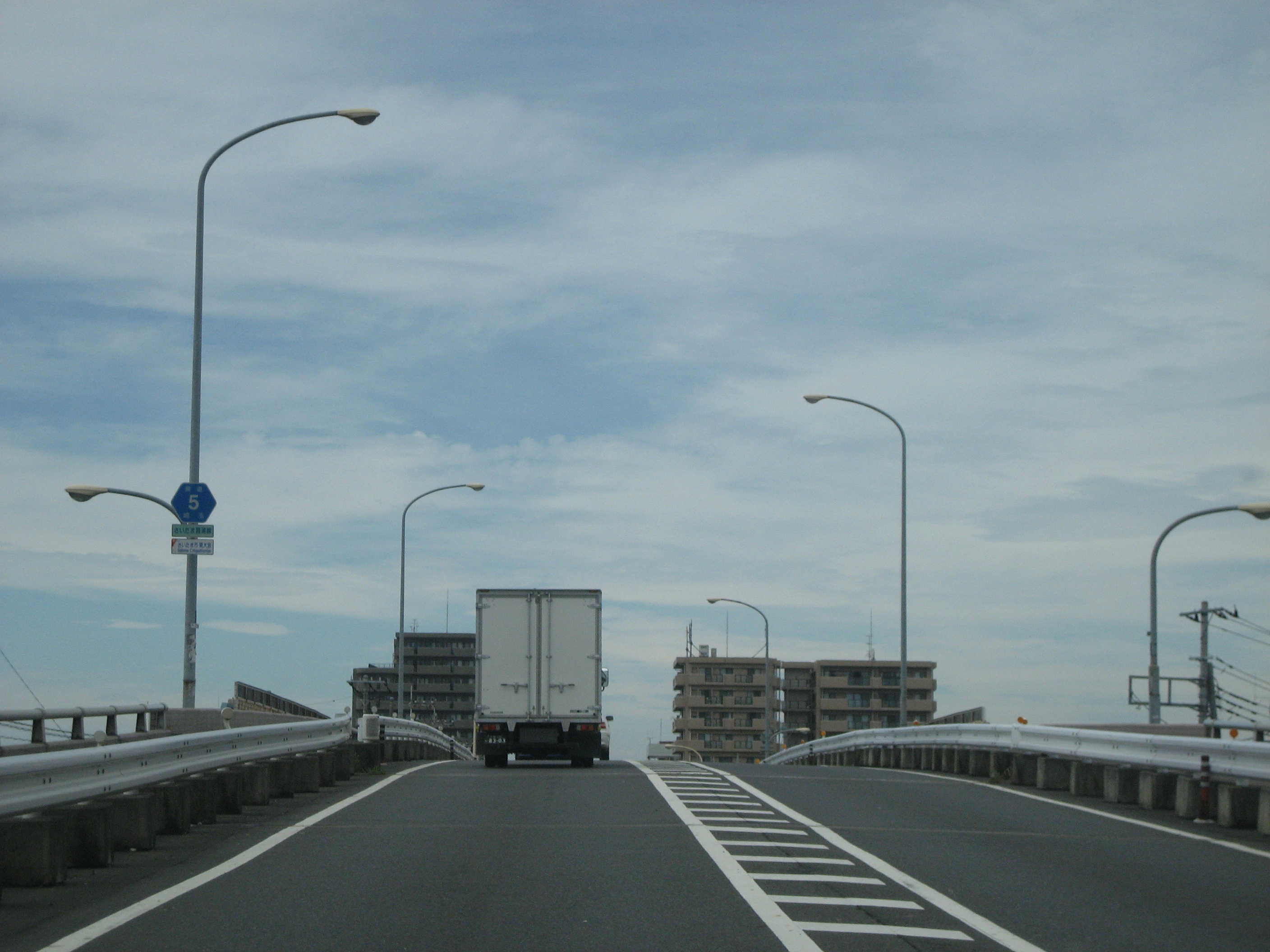
埼玉県道5号さいたま菖蒲線区間（JR宇都宮線跨線橋付近は2車線が残る）

第二産業道路（だいにさんぎょうどうろ）は、埼玉県にある複数の県道（主要地方道）の汎称および都市計画道路の名称である。第二産業の略称がある。

## 概要
埼玉県道35号川口上尾線が「産業道路」と通称されていることに対しての名称である。
東京都から東京都道・埼玉県道58号台東川口線（尾久橋通り）を引き継ぎ、埼玉県草加市をかすめ、川口市で国道122号と交差、さいたま市を縦断して上尾市へ至る（計画は桶川市まで）。
産業道路の東側をほぼ並行しており、役割も共通しているが両者が交差することはなく、完全に独立している。ほとんどの区間が4車線であり、国道17号と国道122号の間の空白域を埋める役割も持つ。

## 区間
以下の区間で構成される。（開通済み区間のみ）
- 埼玉県道58号台東川口線の都県境から赤井2丁目交差点まで
- 埼玉県道34号さいたま草加線の赤井2丁目交差点から道合西交差点まで
- 埼玉県道1号さいたま川口線の道合西交差点から大和田交差点まで
- 埼玉県道5号さいたま菖蒲線の大和田交差点から市役所通り（東）交差点まで

## 整備状況
1963年（昭和38年）8月12日、埼玉県によって、東京都との境から埼玉県桶川市の埼玉県道12号川越栗橋線へ至る31.8 kmの道路が都市計画道路「東京大宮線」（完成4車線）として立案され、このうち、都県境から埼玉県上尾市の埼玉県道323号上尾環状線へ至る24.5 kmが事業化された。
完成区間から順次共用され、2004年（平成16年）12月18日にさいたま市南区から緑区にかけての区間が開通したことで、起点から上尾市内の原市駅交差点（東北新幹線高架下）までの23.1 kmが完成した。その北の、埼玉県道323号上尾環状線までの1.4 kmが2007年（平成19年）3月28日に4車線で開通し、当初の事業化区間は完成した。
さらに北の、埼玉県道12号川越栗橋線（桶川市五丁台）までの7.3 kmの区間は事業化のめどが立っていなかったが、埼玉県道150号上尾蓮田線（上尾市平塚）までの0.9 kmの区間（原市平塚工区）のみ、2006年（平成18年）度より暫定2車線での整備が進められ、2023年（令和5年）11月23日に開通した。
開通している区間の大部分は4車線になっているが、さいたま市見沼区内に1か所、上尾市内に1箇所2車線区間がある。以前は2車線区間であった東武野田線（東武アーバンパークライン）とのアンダーパスを含む区間（さいたま市見沼区大和田町の0.9 km）は、2017年（平成29年）7月27日に4車線化したが、東北本線（宇都宮線）を越える陸橋の前後（さいたま市見沼区東大宮の約1.5 km）は2車線のままとなっている。この区間は4車線化が事業着手見込みとなっている。
また、国道122号などをくぐる鳩ヶ谷地下道と、上尾市大字原市で国道16号・埼玉県道3号さいたま栗橋線をまたぐ原市陸橋は、4車線のうち中央寄り2車線のみが本線となる構造となっており、外側2車線は地上の交差点へ向かう。
2023年（令和5年）に開通した原市平塚工区に関しては、暫定2車線の構造となっている。

## 通過する自治体
- 草加市
- 川口市
- さいたま市
  - 南区・緑区・浦和区[注釈 1]・見沼区
- 上尾市

## 接続する主要道路
- 首都高速川口線（新郷出入口）
- 国道122号（鳩ヶ谷歩道橋交差点）
- 国道298号（道合西交差点）
- 国道463号旧道
- 国道463号越谷浦和バイパス（中尾陸橋下交差点）
- 埼玉県道65号さいたま幸手線（山崎交差点）
- 首都高速埼玉新都心線（さいたま見沼出入口）
- 埼玉県道2号さいたま春日部線（大和田交差点）
- 国道16号および埼玉県道3号さいたま栗橋線（原市陸橋）